# Chlorometra
Chlorometra is een geslacht van haarsterren uit de familie Charitometridae.

## Soort
- Chlorometra garrettiana (A.H. Clark, 1907)